# Liste des recteurs de l'Université Laval

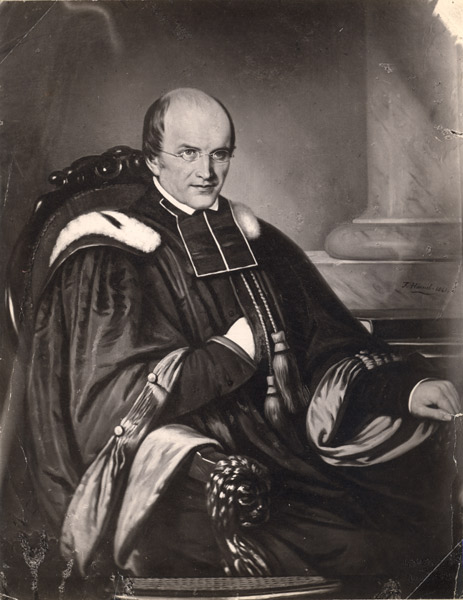
Louis-Jacques Casault

Les recteurs de l'Université Laval ont dirigé l'administration de l'Université Laval depuis 1852.

## Recteurs nommés

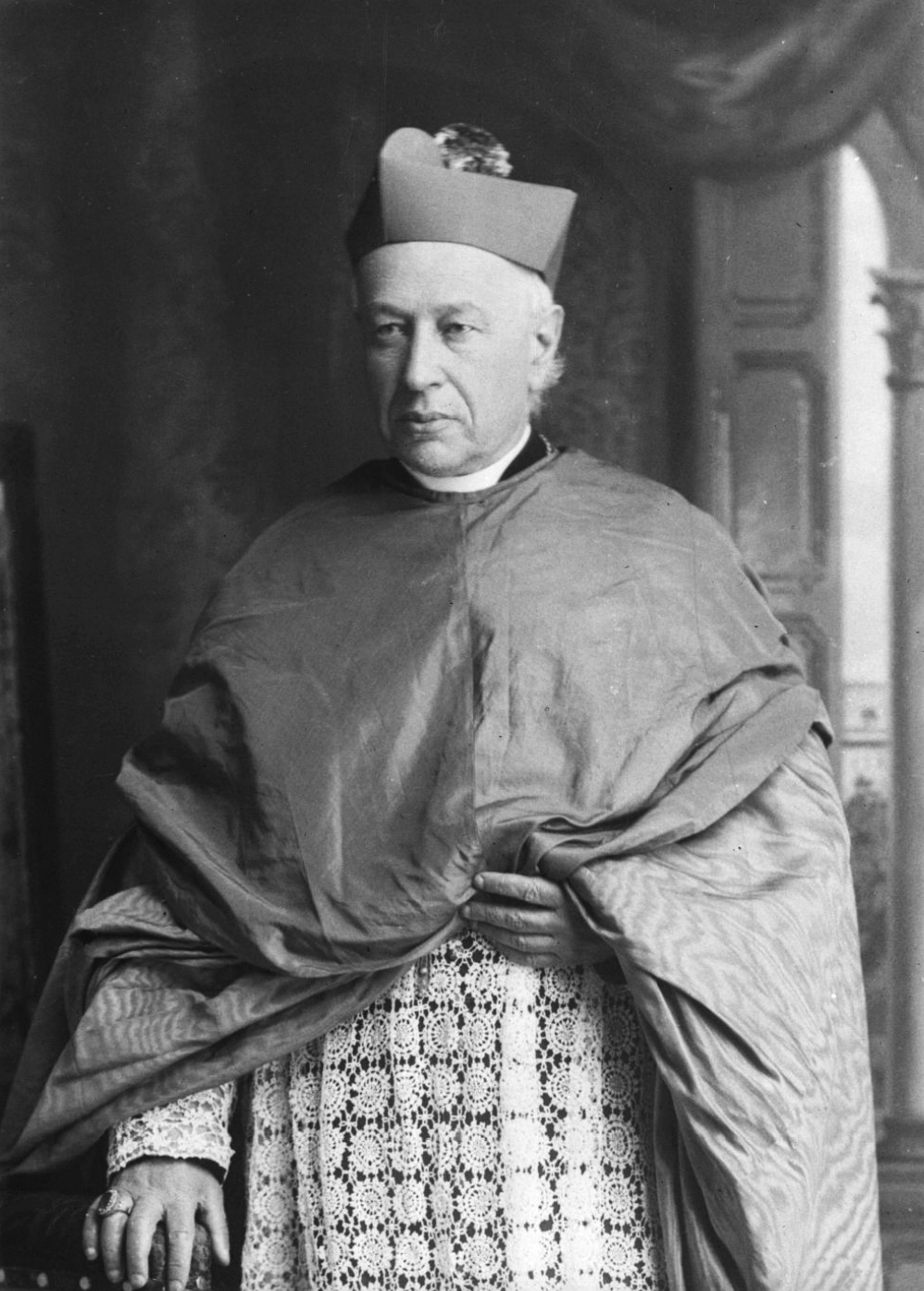
Elzéar-Alexandre Taschereau

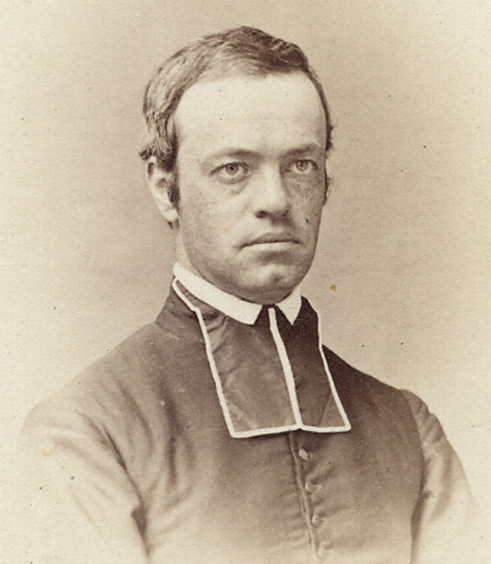
Thomas-Étienne Hamel

- 1852 - 1860 : Louis-Jacques Casault
- 1860 - 1866 : Elzéar-Alexandre Taschereau
- 1866 - 1869 : Michel-Édouard Méthot
- 1869 - 1871 : Elzéar-Alexandre Taschereau
- 1871 - 1880 : Thomas-Étienne Hamel
- 1880 - 1883 : Michel-Édouard Méthot
- 1883 - 1886 : Thomas-Étienne Hamel
- 1886 - 1887 : Michel-Édouard Méthot
- 1887 - 1893 : Benjamin Pâquet
- 1893 - 1899 : Joseph-Clovis-Kemner Laflamme
- 1899 - 1908 : Olivier-E. Mathieu
- 1908 - 1909 : Joseph-Clovis-Kemner Laflamme
- 1909 - 1915 : Amédée-Edmond Gosselin
- 1915 - 1921 : François Pelletier
- 1921 : Pierre Hébert
- 1921 - 1924 :  Charles-Napoléon Gariépy
- 1924 - 1927 : Camille Roy
- 1927 - 1929 : Amédée-Edmond Gosselin
- 1929 : Camille Roy
- 1929 - 1932 : Philéas-J. Filion
- 1932 - 1938 : Camille Roy
- 1938 - 1939 : Arthur Robert
- 1939 - 1940 : Alexandre Vachon
- 1940 - 1943 : Camille Roy
- 1943 - 1945 : Cyrille Gagnon
- 1945 - 1954 : Ferdinand Vandry
- 1954 - 1960 : Alphonse-Marie Parent
- 1960 - 1972 : Louis-Albert Vachon

## Recteurs élus

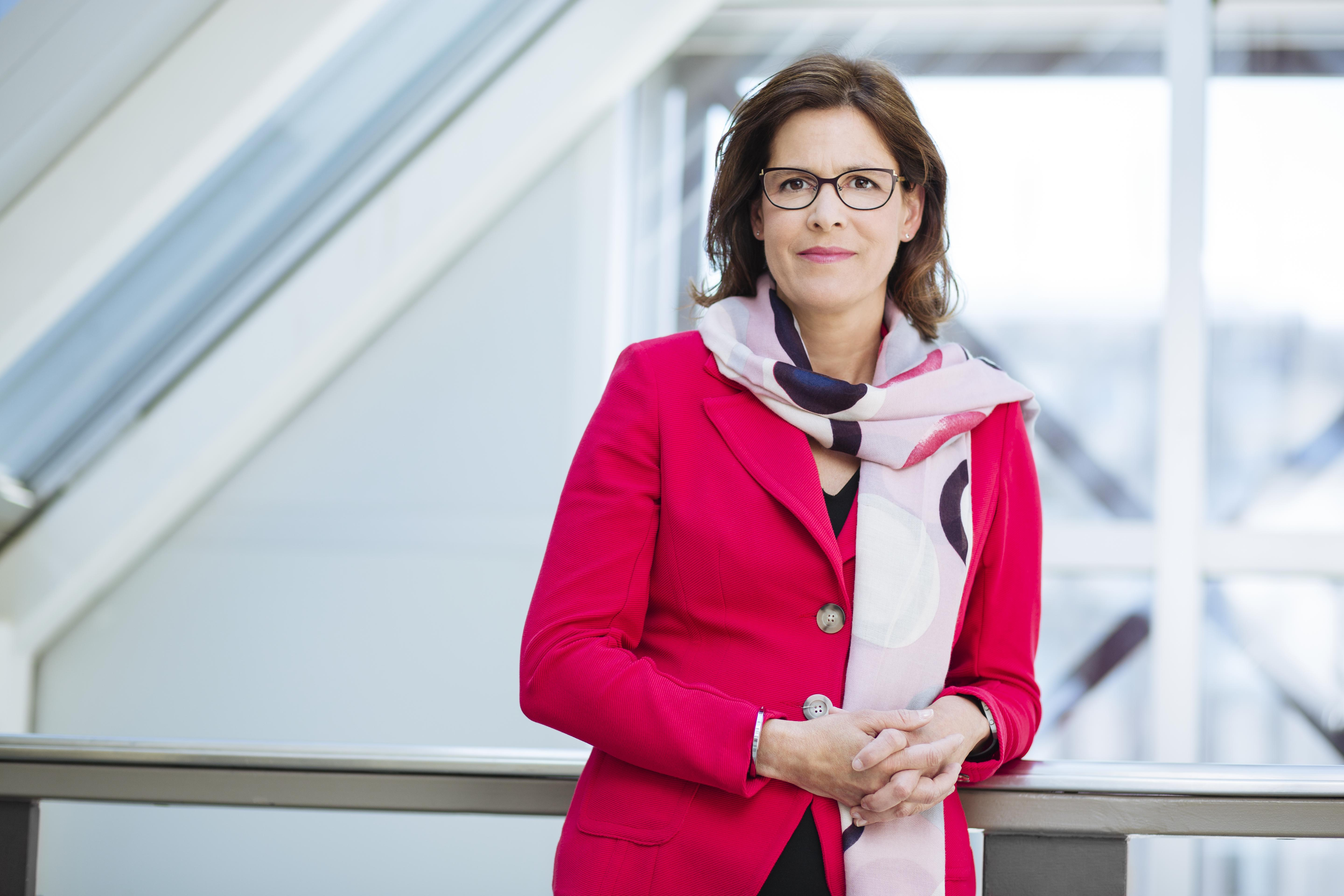
Sophie D'Amours

- 1972 - 1977 : Larkin Kerwin
- 1977 - 1987 : Jean-Guy Paquet
- 1987 - 1997 : Michel Gervais
- 1997 - 2002 : François Tavenas
- 2002 - 2007 : Michel Pigeon
- 2007 - 2017 : Denis Brière
- 2017 - : Sophie D'Amours